# 斯科特·麥高夫
斯科特·麥高夫（英語：Scott McGough，1989年10月31日—） ，為美國的棒球選手之一，守備位置為投手。曾效力於美國職棒邁阿密馬林魚隊及日本職棒東京養樂多燕子隊。目前效力於亞利桑那響尾蛇。

## 生平

### 美國職棒時期
2008年，於美國職棒選秀會上以第46輪第1371順位被匹茲堡海盜隊選中，但當時未簽約而選擇到俄勒岡大學就讀。
2010年，入選世界大學棒球錦標賽美國隊，並在該屆賽會中獲得亞軍。隨即便在2011年的美國職棒選秀會上以第5輪第164順位被洛杉磯道奇隊選中，這次選擇加盟，正式開啟職棒生涯。
2011年，在新人聯盟及1A出賽，總計26場出賽、1勝5敗，防禦率2.77；另外有10次救援成功。
2012年7月25日，和Nathan Eovaldi被交易至邁阿密馬林魚隊，而道奇隊則換來Hanley Ramírez及Randy Choate。
2013年總計在2A和3A出賽38場比賽，4勝4敗、防禦率2.82。
2014年，因為動TJ手術導致賽季報銷。
2015年，陸續在小聯盟的高階1A、2A及3A出賽，並於8月20日首次入選40人名單，並在當天首次登上大聯盟，但投0.2局就失3分，表現不盡理想。該年在大聯盟出賽6場比賽，沒有任何勝投及敗投，防禦率高達9.45。
2016年6月14日，被DFA，隔日轉隊至巴爾的摩金鶯隊。轉隊後並未在大聯盟出賽。
2017年，依然在2A和3A之間升降，總計在兩個層級出賽40場比賽，3勝4敗、防禦率2.75；另有13次救援成功。11月6日，成為自由球員。並在11月23日和科羅拉多洛磯隊簽下小聯盟合約。
2018年，持續在3A出賽，總計出賽43場比賽，7勝3敗，防禦率5.55。11月3日成為自由球員，雖然和球隊再度簽約，但隨即又遭到釋出。直到12月25日獲得東京養樂多燕子隊的合約，來季將到日本打球。

### 日本職棒時期
2019年，原本被安排為佈局投手，但季中接替石山泰稚擔任終結者，整季出賽65場比賽，6勝3敗、有18次中繼成功和11次救援成功，防禦率3.15。
2020年，雖然只出賽50場比賽，但還是拿下了23次中繼成功，是中央聯盟排名第四，季末也和球隊簽下2年的合約。
2021年，再次擔任終結者，並在6月份拿下10次救援成功，打破球隊單月救援成功紀錄，7月入選奧運，並獲得銀牌。該年在日本職棒也有14次中繼成功及31次救援成功。並幫助球隊在日本大賽中擊敗歐力士猛牛隊，拿下日本一。
2022年，達成自開幕戰以來連續18場比賽無失分的紀錄，直到5月26日面對北海道日本火腿鬥士隊的比賽才中斷，即便如此，他還是保持穩定的表現，出賽55場比賽拿下38次救援成功，在中央聯盟排名第二，更讓球隊連續兩年都闖入日本大賽，但這次遭到前一年的對手歐力士猛牛隊反將一軍，無緣達成二連霸。然而，他的好表現也吸引大聯盟球隊的注意，而McGough也希望能重返大聯盟，最後在12月15日和亞利桑那響尾蛇隊簽約，正式重返大聯盟。

### 重返美國職棒大聯盟
2023年4月2日，獲得大聯盟生涯首次救援成功，8月19日，生涯首次擔任先發投手。

## 職棒生涯成績

### 美國職棒
| 年度 | 球隊           | 出賽 | 先發 | 勝投 | 敗投 | 中繼 | 救援 | 完投 | 完封 | 三振 | 四死 | 責失 | 投球局數 | 自責分率 | 被上壘率 |
| ---- | -------------- | ---- | ---- | ---- | ---- | ---- | ---- | ---- | ---- | ---- | ---- | ---- | -------- | -------- | -------- |
| 2015 | 邁阿密馬林魚   | 6    | 0    | 0    | 0    | 0    | 0    | 0    | 0    | 4    | 4    | 7    | 6.2      | 9.45     | 2.40     |
| 2023 | 亞利桑那響尾蛇 | 63   | 1    | 2    | 7    | 14   | 9    | 0    | 0    | 86   | 30   | 37   | 70.1     | 4.73     | 1.28     |
| 2024 | 亞利桑那響尾蛇 | －   | －   | －   | －   | －   | －   | －   | －   | －   | －   | －   | －       | －       | －       |
| 合計 | 3年            | 69   | 1    | 2    | 7    | 14   | 9    | 0    | 0    | 90   | 34   | 44   | 77.0     | 5.14     | 1.38     |

### 日本職棒
| 年度 | 球隊           | 出賽 | 先發 | 勝投 | 敗投 | 中繼 | 救援 | 完投 | 完封 | 三振 | 四死 | 責失 | 投球局數 | 自責分率 | 被上壘率 |
| ---- | -------------- | ---- | ---- | ---- | ---- | ---- | ---- | ---- | ---- | ---- | ---- | ---- | -------- | -------- | -------- |
| 2019 | 東京養樂多燕子 | 65   | 0    | 6    | 3    | 18   | 11   | 0    | 0    | 64   | 22   | 24   | 68.2     | 3.15     | 1.35     |
| 2020 | 東京養樂多燕子 | 50   | 0    | 4    | 1    | 23   | 0    | 0    | 0    | 52   | 15   | 20   | 46.0     | 3.91     | 1.24     |
| 2021 | 東京養樂多燕子 | 66   | 0    | 3    | 2    | 14   | 31   | 0    | 0    | 76   | 23   | 18   | 64.1     | 2.52     | 1.03     |
| 2022 | 東京養樂多燕子 | 55   | 0    | 2    | 2    | 4    | 38   | 0    | 0    | 59   | 13   | 14   | 53.2     | 2.35     | 0.97     |
| 合計 | 4年            | 236  | 0    | 15   | 8    | 59   | 80   | 0    | 0    | 251  | 73   | 76   | 232.2    | 2.94     | 1.15     |

## 外部連結
- 斯科特·麥高夫在美國職棒官網（英语）
- 斯科特·麥高夫在日本職棒官網（英语）
- 斯科特·麥高夫在Baseball-Reference.com（大聯盟）（英语）
- 斯科特·麥高夫在Baseball-Reference.com（小聯盟以及海外聯盟）（英语）
- 斯科特·麥高夫在ESPN（MLB）（英语）
- 斯科特·麥高夫在FanGraphs.com（英语）
- 斯科特·麥高夫在Retrosheet（英语）
- 斯科特·麥高夫在The Baseball Cube（英语）
- 斯科特·麥高夫在Olympics.com（英语）
- 斯科特·麥高夫在Olympedia（英语）